# Alexisonfire (álbum)
Alexisonfire es el primer álbum de estudio de la banda de post-hardcore Alexisonfire. Vendió sobre 50 000 unidades en Canadá, otorgándosele la certificación de oro. Los miembros Chris Steele, Wade MacNeil y Jesse Ingelevics sólo tenían 17 años cuando el disco fue grabado.
El título de ".44 Caliber Love Letter" fue tomado de una línea de la película Terciopelo Azul de David Lynch:
"I'll have to send you a love letter! Straight from my heart, fucker! You know what a love letter is? It's a bullet from a fucking gun, fucker!" - Frank Booth (¡Tendré que enviarte una carta de amor! ¡Directo de mi corazón, imbécil! ¿Sabes lo qué es una carta de amor? ¡Es una bala de una puta pistola!)
El disco se caracteriza por tener un sonido caótico y agresivo pero matizado por crescendos y suaves líneas de guitarra. Posteriormente, la banda se deshará de este, optando por uno más directo y progresivo. El disco, a su vez, es considerado fundamental en la escena moderna del Post-hardcore.

## Lista de canciones
Todas las canciones escritas y compuestas por Alexisonfire. 
| N.º | Título                                             | Duración |  |
| 1.  | «.44 Caliber Love Letter»                          | 4:31     |  |
| 2.  | «Counterparts and Number Them»                     | 2:18     |  |
| 3.  | «Adelleda»                                         | 5:47     |  |
| 4.  | «A Dagger Through the Heart of St. Angeles»        | 4:12     |  |
| 5.  | «Polaroids of Polar Bears»                         | 5:08     |  |
| 6.  | «Waterwings (And Other Poolside Fashion Faux Pas)» | 2:41     |  |
| 7.  | «Where No One Knows»                               | 3:12     |  |
| 8.  | «The Kennedy Curse»                                | 3:38     |  |
| 9.  | «Jubella»                                          | 2:29     |  |
| 10. | «Little Girls Pointing and Laughing»               | 4:54     |  |
| 11. | «Pulmonary Archery»                                | 3:26     |  |

## Personal
- George Pettit – voz gritada, fotografía
- Wade MacNeil – guitarra, voz
- Chris Steele – Bajo
- Dallas Green – guitarra, voces limpias
- Jesse Ingelevics – Batería
- Greg Below – Productor, ingeniero, mezclador
- D. Sandshaw – A&R para Equal Vision Records
- George Kotsopoulos – editor de percusión
- Bed Kaplan – editor de percusión
- Bill Scoville – planificación del arte